# Moria Casán

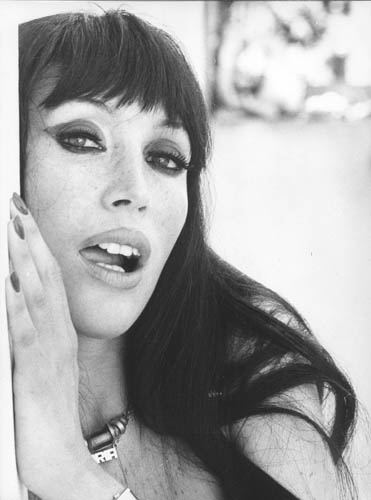
Ảnh đen trắng trên giấy ảnh bóng, của nữ diễn viên Moria Casan. Góc chụp gần khuôn mặt của cô, chụp từ phía ba tư phải, với tay trái đặt phía trước mặt và được đặt lên tường, ở bên phải của hình ảnh.

Ana María Casanova (sinh ngày 16 tháng 8 năm 1946), được biết đến với nghệ danh Moria Casán, là một nữ diễn viên và cá tính trên truyền hình người Argentina. Casán ra mắt nhà hát vào năm 1970 và nhanh chóng trở thành một trong những vedette hàng đầu của đất nước trong Thời kỳ hoàng kim của Argentina. Biểu tượng tình dục của cô đã được củng cố thêm vào cuối những năm 1970 và 1980, khi cô tham gia nhiều bộ phim hài tình dục khác nhau cùng với Alberto Olmedo, Jorge Porcel và Susana Giménez. Từ giữa những năm 1980, Casán cũng tự coi mình là một nhân vật truyền hình quan trọng, tổ chức nhiều chương trình hài kịch phác thảo và các chương trình trò chuyện trong suốt những năm qua. Gần đây nhất, Casán là giám khảo trong cuộc thi truyền hình nổi tiếng Bailando por un Sueño từ năm 2006 đến 2017. Cô hiện đang dẫn chương trình truyền hình Inc Corras và tiếp tục tham gia một số chương trình sân khấu.
Casán là một nhân vật nổi tiếng trong showbiz của Argentina. Sự hài hước mang tính xúc phạm và sự hài hước lạnh nhạt của cô, được phổ biến qua những mối thù thường thấy với các nhân vật nổi tiếng khác, đã tạo ra nhiều cụm từ hiện là một phần của từ vựng quốc gia - báo chí đã đặt biệt danh cho cô là "miệng lưỡi karateka". Vào năm 2013, tờ báo Buenos Aires Herald đã viết rằng "nhân cách lớn của [cô ấy] ngoài đời là một biểu tượng nhạc pop cho các màn trình diễn trên sân khấu của cô ấy cũng như cho những tuyên bố công khai táo bạo, dám nói của cô ấy." Casan cũng là một biểu tượng đồng tính của nước này, và là một tượng đài trong văn hóa LGBT quốc gia; khi cộng đồng coi "cô là một biểu tượng của sự giải phóng và chiến đấu." Con gái duy nhất của cô, Sofía Gala, cũng là một nữ diễn viên.